# Demokratische Bewegung – Vereintes Georgien
Demokratische Bewegung – Vereintes Georgien (georgisch დემოკრატიული მოძრაობა – ერთიანი საქართველო, demokratiuli modzraoba — ert’iani Sak’art’velo) kurz DBVG, ist eine georgische Partei, welche 2008 von der ehemaligen Parlamentspräsidentin Nino Burdschanadse gegründet wurde. Burdschanadse ist auch Vorsitzende der DBVG.
Die DBVG wurde 2008 gegründet, nachdem sich Nino Burdschanadse von der Partei des damaligen Präsidenten Micheil Saakaschwili, der Vereinten Nationalen Bewegung, trennte. Dabei rief sie zu teilweise gewaltsamen Protesten gegen Saakaschwili auf, von denen sich andere Oppositionsparteien wie die Freidemokraten distanzierten. Die Partei lag 2011 in den Umfragen bei nur circa einem Prozent.
Zu den Präsidentschaftswahlen in Georgien 2013 wurde Burdschanadse nominiert. Sie machte unter anderem mit homophoben Aussagen entgegen ihrem Image als Reformerin populistischen Wahlkampf. Obwohl sie zeitweise als Sprengkandidatin gehandelt wurde, erreichte sie bei der Wahl nur 10,18 Prozent der Stimmen. Sie war dabei die drittplatzierte Kandidatin unter 23 Kandidaten. Im Vorfeld der Wahl erhielten Burdschanadse und die DBVG Wahlkampfspenden in Höhe von 400.000 Euro.
Zur Parlamentswahl 2016 trat die Partei mit einer Initiative zur Blockfreiheit Georgiens an die Öffentlichkeit. Die Neutralität solle in der Verfassung festgeschrieben werden. Ausländische Truppen dürfe es danach auf georgischem Boden nicht mehr geben. Die Partei verfehlte mit 3,53 Prozent die Sperrklausel von fünf Prozent und erreichte auch bei der Parlamentswahl 2020, bei der eine Ein-Prozent-Hürde galt, mit 0,85 Prozent kein Mandat.
Nach dem Beginn des Russischen Überfalls auf die Ukraine 2022 distanzierte sich Burdschanadse von ihrer vormaligen Forderung nach einer Blockfreiheit Georgiens und befürwortete einen EU-Beitritt des Landes.